# Curatorium
Een curatorium is een college dat toezicht houdt op een universiteit of een andere, meestal wetenschappelijke, instelling of organisatie, belast met het algemeen bestuur en beleidsadviezen. Zo is het bijvoorbeeld mogelijk dat een curatorium toeziet op de wetenschappelijke kwaliteit en de maatschappelijke relevantie van het onderzoek. Aan sommige universiteiten is het curatorium een aparte bestuurslaag die het college van bestuur adviseert en leiding geeft.
In Duitsland is het Kuratorium van een universiteit het hoogste orgaan, dat zowel het beleid bepaalt als het dagelijks bestuur uitvoert, iets wat in Nederland de competentie van twee afzonderlijke bestuurslagen betreft. 

## Opleidingen tot predikant
Het is mogelijk dat een curatorium is aangesteld door een kerkelijke organisatie, om toezicht te houden op een (wetenschappelijke) opleiding tot het predikantschap. In dat geval is het mogelijk dat een curatorium de taak krijgt om toe te zien op het confessionele karakter van de opleiding, het toelaten van studenten, studenten preekbevoegdheid verlenen of ontnemen, het beroepbaar stellen van studenten en het ontnemen van de beroepbaarstelling.